# Дворец Подевильса
Дворец Подевильса (нем. Palais Podewils) — историческое здание в стиле барокко в Берлине на улице Клостерштрассе. Трёхэтажный дворец был построен в 1701—1704 годах по проекту архитектора Жана де Бодта. Памятник архитектуры.
В 1732 году дворец перешёл в собственность графа Генриха фон Подевильса, военного и государственного министра короля Пруссии Фридриха Великого. При графе Подевильсе дворец был украшен лепниной и росписями. В 1874 году дворец выкупили городские власти Берлина. Спустя год в нём разместилась экспозиция Бранденбургского провинциального музея. В 1881—1896 годах здание реконструировалось и приобрело пристройку. С 1920 года в здание въехала администрация округа Митте. С 1937 года во дворце Подевильса находился кабинет бургомистра округа Митте.
В последние месяцы Второй мировой войны Дворец Подевильса был разрушен до основания. Его восстановили в 1952—1954 годах. Вторая реконструкция дворца проводилась после пожара 1966 года. Во времена ГДР во Дворце Подевильса размещался Центральный клуб Союза свободной немецкой молодёжи. С 1959 года здание с большим концертным залом носило официальное название «Дом юных талантов», в нём работало большое количество различных кружков. После объединения Германии в 1990 году Дом юных талантов был закрыт, в здании был проведён капитальный ремонт. После переезда Берлинской государственной оперы на время реконструкции в Театр Шиллера во Дворце Подевильса размещался детский «Грипс-театр».